# Anseküla
Anseküla – wieś w Estonii, w prowincji Sarema, w gminie Salme. We wsi znajduje się zbudowana w 1953 roku latarnia morska Anseküla.

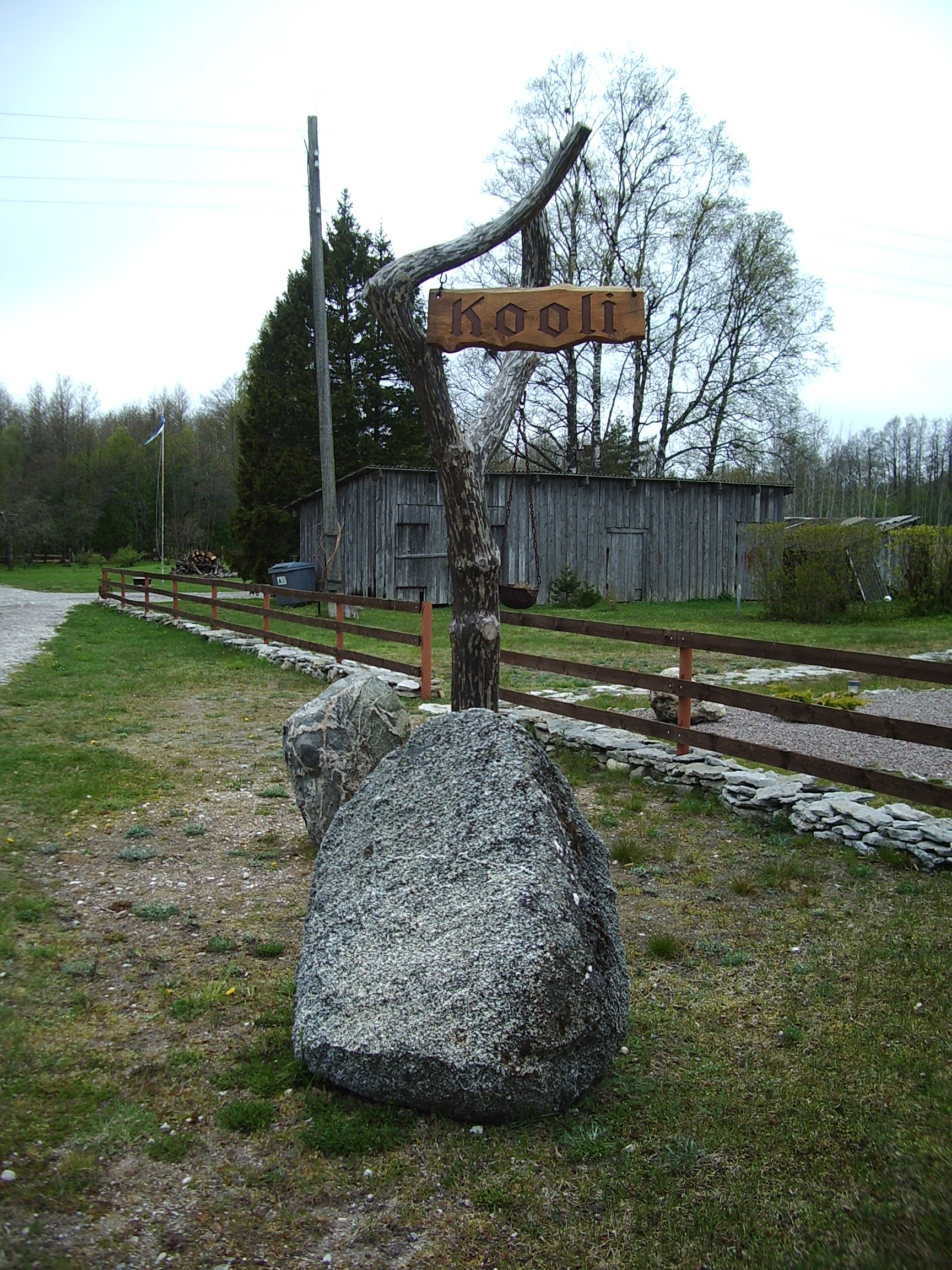